# Cantó de Sant Didèir de Velai
El cantó de Sant Didèir de Velai és un cantó francès del departament de l'Alt Loira, situat al districte de Sinjau. Té 7 municipis i el cap és Sant Didèir de Velai.

## Municipis
- Pont-Salomon
- Sant Didèir de Velai
- Saint-Ferréol-d'Auroure
- Saint-Just-Malmont
- Saint-Romain-Lachalm
- Saint-Victor-Malescours
- La Séauve-sur-Semène

## Història
| Data d'elecció                           | Identitat    | Partit        | Qualitat |
| ---------------------------------------- | ------------ | ------------- | -------- |
| 1964-1977                                | Régis Vidal  | RI            |          |
| 1977-1998                                | Régis Ploton | UDF-CDS       |          |
| 1998-                                    | Michel Driot | Divers droite |          |
| les dades anteriors no són pas conegudes |              |               |          |
|                                          |              |               |          |